# Improvisação Desfiladeiro
Improvisação Desfiladeiro é uma pintura a óleo sobre tela realizada pelo artista russo Wassily Kandinsky em 1914. Neste trabalho, Kandinsky ainda é influenciado pelas paisagens. Ele transmite as emoções de um passeio pelo lado mais íngreme de um desfiladeiro, embora a cena não seja perceptível, excepto a figura de uma escada, ao centro em cima.